# グラント・ホロウェイ
グラント・ホロウェイ（Stanley Grant Holloway、1997年11月19日 - ）は、アメリカ合衆国バージニア州チェサピーク出身の陸上競技選手（ハードル）。

## 経歴
2021年2月24日、室内の60メートルハードルで7秒29を記録し、コリン・ジャクソン（ イギリス）の世界記録を27年ぶりに更新した。
2021年6月26日、110メートルハードルで世界記録に0.01秒差に迫る12秒81を記録した。
2020年東京オリンピックの110メートルハードルでは、ハンズル・パーチメント（ ジャマイカ）に0.06秒差で敗れて銀メダルを獲得した。

## 主要大会での成績
| 年   | 大会                         | 会場                       | 結果 | 補足  |
| ---- | ---------------------------- | -------------------------- | ---- | ----- |
| 2019 | 2019年世界陸上競技選手権大会 | カタール、ドーハ           | 1位  | 13.10 |
| 2021 | 東京オリンピック             | 日本、東京                 | 2位  | 13.09 |
| 2022 | 2022年世界陸上競技選手権大会 | アメリカ合衆国、ユージーン | 1位  | 13.03 |
| 2023 | 2023年世界陸上競技選手権大会 | ハンガリー、ブダペスト     | 1位  | 12.96 |